# Maurizio Vandelli (ciclista)
Maurizio Vandelli (Modena, 9 agosto 1964) è un ex ciclista su strada e ciclocrossista italiano.
Professionista dal 1986 al 1992 e poi attivo come dilettante dal 1996 al 2006, ottenne diverse vittorie in corse di secondo piano. È fratello di Claudio Vandelli, anch'egli ciclista.

## Carriera

### 1984-1992: gli esordi e gli anni da professionista
Scalatore, dopo i successi tra i dilettanti (un titolo nazionale, due Coppa Fiera di Mercatale, una Coppa Collecchio) passò professionista nel 1986 con Giancarlo Ferretti nel team Ariostea; al secondo anno in maglia giallo-rossa fu terzo al Giro del Veneto e quinto al tricolore Professionisti su strada). Nel 1988 passò all'Atala-Ofmega, e in stagione si classificò decimo nella graduatoria finale del Giro d'Italia. Nel 1990 passò alla Gis Gelati, squadra con cui nello stesso si aggiudicò una tappa e la classifica finale della Ruota d'Oro, e con cui fu secondo nella classifica dei GPM al Giro d'Italia.
Attivo anche nel ciclocross, partecipò nel 1987, 1988 e 1991 ai Mondiali di specialità con la Nazionale italiana; nel 1987 e 1988 fu terzo al campionato italiano, mentre nel 1989 chiuse secondo, battuto dal fratello Claudio. Concluse la prima fase di carriera dopo un 1992 corso in maglia Mercatone Uno-Zucchini (ex Gis Gelati).

### 1994-2008: le vittorie tra i dilettanti e in Austria
Rimasto inattivo nella stagione 1993, nel 1994 preferì perdere lo status di professionista e tornare tra i dilettanti. Nella categoria vinse numerose gare, soprattutto dal 1996 al 1998: il Giro della Valle d'Aosta e il Giro ciclistico della provincia di Cosenza nel 1996, il Giro Ciclistico del Cigno e una tappa al Giro della Regione Friuli Venezia Giulia nel 1997, il Trofeo Salvatore Morucci nel 1997 e 1998.
Nel 1999 passò alla formazione austriaca UCI di terza categoria Stabil-Steiermark di Graz, con cui vinse la settima frazione e la classifica finale dell'Österreich-Rundfahrt nel 1999, e tre edizioni della Wien-Rabenstein-Gresten-Wien (o Uniqa Classic) a tappe, nel 1999, 2000 e 2001. Rimasto in Austria alla Elk Haus di Schrems prima e alla Resch & Frisch/R.C. Arbö di Wels poi (anch'esse squadre UCI di terza categoria), nel 2002 vinse il Tour Steiermark e nel 2004 la Lavanttaler Radsporttage, prove nazionali austriache; nel 2004 fu inoltre terzo all'Österreich-Rundfahrt e nel 2005 secondo al Raiffeisen Grand Prix. Concluse la carriera di stradista nel 2008.

### Ultraciclismo
Dedicatosi negli ultimi anni anche all'ultraciclismo, nel 2003, 2008, 2009 e 2010 si aggiudicò la Race Across the Alps, gara che si svolge parzialmente in notturna tra Italia, Svizzera e Austria (partenza e arrivo a Nauders), e che presenta un dislivello di circa 13600 m su un percorso di oltre 520 km.

## Palmarès
- 1984 (dilettanti)

Campionati italiani, Prova in linea Dilettanti
Coppa Fiera di Mercatale
Giro dell'Alto Montefeltro
- 1985 (dilettanti)

Coppa Collecchio
Coppa Fiera di Mercatale
11ª tappa Vuelta al Táchira
- 1990 (Gis Gelati-Benotto, due vittorie)

1ª tappa Ruota d'Oro (Catania > Enna)
Classifica generale Ruota d'Oro
- 1996 (dilettanti)

Giro dell'Umbria
1ª tappa Giro d'Abruzzo (Pescara > L'Aquila)
Giro ciclistico della provincia di Cosenza
Bassano-Monte Grappa
3ª tappa Giro della Valle d'Aosta (Saint-Vincent > Planaval)
Classifica generale Giro della Valle d'Aosta
- 1997 (dilettanti)

Gran Premio Val Leogra
Schio-Ossario del Pasubio
4ª tappa Giro della Regione Friuli Venezia Giulia (Arta Terme > Monte Matajur)
Giro Ciclistico del Cigno
Trofeo Salvatore Morucci
- 1998 (dilettanti)

Trofeo Salvatore Morucci
- 1999

Bassano-Monte Grappa
4ª tappa Wien-Rabenstein-Gresten-Wien (Gresten > Hochkar)
Classifica generale Wien-Rabenstein-Gresten-Wien
7ª tappa Österreich-Rundfahrt (Kaltenbach > Kaltenbach)
Classifica generale Österreich-Rundfahrt
- 2000

7ª tappa Vuelta a Venezuela (Caracas)
Classifica generale Uniqa Classic (Gresten > Hochkar)
- 2001

4ª tappa Uniqa Classic (Gresten > Hochkar)
Classifica generale Uniqa Classic
- 2002

1ª tappa Tour Steiermark
Classifica generale Tour Steiermark
- 2004

Lavanttaler Radsporttage
- 2005

2ª tappa, 2ª semitappa Tour Steiermark (cronometro)

### Altri successi
- 2000

Classifica scalatori Uniqa Classic

## Piazzamenti

### Grandi Giri
- Giro d'Italia

1986: ritirato (21ª tappa)
1987: 50º
1988: 10º
1989: ritirato (15ª/1ª tappa)
1990: 22º
1991: non partito (20ª tappa)
- Vuelta a España

1992: ritirato (6ª tappa)

### Classiche monumento
- Milano-Sanremo

1986: 100º
- Liegi-Bastogne-Liegi

1987: 96º
- Giro di Lombardia

1990: 45º

### Competizioni mondiali
- Campionati del mondo di ciclocross

Lanarvily 1982 - Juniores: 6º
Mladá Boleslav 1987 - Professionisti: 26º
Hägendorf 1988 - Professionisti: 24º
Gieten 1991 - Professionisti: 30º